# Johann Jacob Pfeiff
Johann Jacob Pfeiff (* 22. November 1613 in Stettin; † 27. März 1676) war ein deutschbaltischer evangelischer Geistlicher und Bischof von Estland.

## Leben
Johann Jacob Pfeiff stammte aus Stettin im Herzogtum Pommern, wo sein Vater Johannes Pfeiff Advokat war. Seine Mutter Maria war eine Tochter des Stettiner Generalsuperintendenten Jakob Faber. Der Großvater Georg Pfeiff soll ein schottischer Edelmann gewesen sein. Johann Jacob Pfeiffs jüngerer Bruder Daniel Pfeiff (1618–1662) wurde in Kopenhagen Pastor an der St.-Petri-Kirche und Professor der Theologie. Johann Jacob Pfeiff besuchte ab 1631 in seiner Heimatstadt das Pädagogium Stettin und studierte anschließend an der Universität Rostock, der Universität Wittenberg, der Universität Leipzig und der Universität Königsberg. In Königsberg erwarb er 1638 den Magistergrad.
Im Jahre 1639 wurde Pfeiff deutscher Pastor in Stockholm (an der Deutschen Kirche). Im Jahre 1665 wurde er Bischof von Estland, als Nachfolger seines 1664 verstorbenen pommerschen Landsmanns Andreas Virginius. Im folgenden Jahr wurde Pfeiff auch deutscher Pastor am Dom zu Reval. Beide Ämter hatte er bis zu seinem Tode am Ostermontag 1676 inne.
Etwa 20 von Pfeiff gehaltene Leichenpredigten wurden gedruckt veröffentlicht.

## Ehe und Nachkommen
Johann Jacob Pfeiff heiratete 1640 in Stockholm Anna Grundel († 1704), eine Tochter des Stockholmer Bürgermeisters Jakob Grundel. Aus der Ehe gingen zwei Söhne und vier Töchter hervor. Nach Johann Jacob Pfeiffs Tod wurden die Witwe und die Kinder wegen seiner Verdienste 1678 unter Beibehaltung des Familiennamens „Pfeiff“ in den schwedischen Adelsstand erhoben und begründeten so die adlige Familie Pfeiff. Die Söhne wurden 1680 auf dem Ritterhaus introduziert (No. 945). Der Enkel Pehr Gustaf Pfeiff (1690–1783) wurde schwedischer Generalleutnant, 1772 in den Freiherrenstand erhoben und 1776 als Freiherr introduziert (No. 289).